# Galaxia lenticular M86
Messier 86 (también conocido como M86 o NGC 4406) es una galaxia lenticular en la constelación Virgo. Fue descubierto por Charles Messier en 1781. El M86 se encuentra en el corazón del cúmulo de Virgo de galaxias y forma un grupo más grande con otro gigante, el Messier 84, que parece estar en proceso de fusión con el cúmulo mencionado -aunque también se ha sugerido que M86 está en una órbita de muy alta excentricidad y apenas unida gravitatoriamente a Virgo-. Muestra el más alto corrimiento al azul de todos los objetos Messier, ya que está acercándose a la Vía Láctea a 244 km/s. 
M86 se halla unida por una serie de filamentos de gas caliente a la galaxia NGC 4438 y contiene también cierta cantidad de polvo e hidrógeno que parecen proceder de ella, lo que indica que quizás ambas galaxias llegaron a interaccionar entre sí., además de sugerirse también que la galaxia espiral NGC 4388 puede haberse acercado mucho a ella, y ha sido estudiada en detalle por el telescopio de rayos X Chandra, mostrando tales estudios cómo el rozamiento con el medio intergaláctico está despojándola de su medio interestelar, dejando tras ella una larga estela de gas caliente. En su halo, hay también corrientes de estrellas que parecen tener su origen en galaxias menores absorbidas y despedazadas por ella.
Se ha propuesto también que M86 está acercándose hacia M87, y que estamos observando las dos galaxias justo antes de su máximo acercamiento